# Ruillé-le-Gravelais
Ruillé-le-Gravelais korábbi község Franciaország Loire mente régiójában, Maine-et-Loire megyében. 2016. január 1-jén Loiron korábbi községgel egyesült és Loiron-Ruillé új község része lett.
Lakosainak száma 993 fő (2018. január 1.). Ruillé-le-Gravelais La Brûlatte, La Gravelle, Loiron-Ruillé, Montjean és Saint-Cyr-le-Gravelais községekkel határos.

## Népesség
A település népessége az elmúlt években az alábbi módon változott:
| Lakosok száma | 485  | 454  | 570  | 644  | 619  | 824  | 871  | 922  | 974  | 993  |
|               | 1962 | 1968 | 1982 | 1990 | 1999 | 2008 | 2011 | 2013 | 2017 | 2018 |